# IC 3461
IC 3461 ist eine elliptische Zwerggalaxie vom Hubble-Typ dE im Sternbild Jungfrau auf der Ekliptik. Sie ist schätzungsweise 43 Millionen Lichtjahre von der Milchstraße entfernt und hat einen Durchmesser von >10.000 Lichtjahren. Die Galaxie wird unter der Katalognummer VVC 1407 als Mitglied des Virgo-Galaxienhaufens gelistet.

Im selben Himmelsareal befinden sich u. a. die Galaxien IC 3440, IC 3465, IC 3466, IC 3467.
Das Objekt wurde am 13. September 1900 vom deutschen Astronomen Arnold Schwassmann entdeckt.